# ジャスティン・ハミルトン
ジャスティン・ハミルトン（Justin Andrew Hamilton、1990年4月1日 - ）は、アメリカ合衆国・カリフォルニア州ニューポートビーチ出身、ユタ州アルパイン育ちのバスケットボール選手。ポジションはセンター。

## 来歴
アイオワ州立大学から2010年にルイジアナ州立大学に転校。NCAAの規定で2010-11シーズンはプレー出来ず、2011-12シーズンはSECの2ndチームに選出された。
2012年のNBAドラフトては、45位でフィラデルフィア・76ersから指名された後権利がマイアミ・ヒートに移動。しかし契約には至らず、  2012-13シーズンはクロアチアとラトビアでプレーした。
2013-14シーズンは、ヒートのトレーニングキャンプに参加するも、シーズン開幕前に解雇。解雇後傘下のスーフォールズ・スカイフォースに送られ、Dリーグオールスターゲームに出場。2014年3月4日にシャーロット・ボブキャッツと10日間契約を結びNBAするも、2度目の契約は受けられず、ボブキャッツとの契約が終了後ヒートと契約。同シーズンのNBAファイナルも経験した。
レブロン・ジェームズらが退団し、チームの陣容が大きく入れ替わった2014-15シーズン開幕前のトレーニングキャンプでの練習中、ハミルトンは心臓発作を起こし、病院に搬送されるアクシデントが発生。その後復帰したものの、途中加入したハッサン・ホワイトサイドの大ブレイクもあり、2015年2月に三角トレードでニューオーリンズ・ペリカンズに放出された後解雇。3月5日にミネソタ・ティンバーウルブズとシーズン終了までの契約を結び、平均9得点5.1リバウンドの成績を残した。
2016年7月27日、NBAのチームからのオファーを受けられなかったハミルトンは、リーガACBのバレンシアBCと契約。2015-16シーズン平均13.3得点5.2リバウンドを記録した。
2016年7月11日、ブルックリン・ネッツと2年600万ドルで契約した。
2017年7月8日、デマール・キャロルとのトレードでトロント・ラプターズに放出された後解雇された。

## その他
- ハミルトンの母はクロアチアの出身で、幼少の頃に1年間だけ同国で住んだ経験を持つ。そのためハミルトンはクロアチア代表でプレーできる資格を持っている。